# Dolní Burgundsko
Dolní Burgundsko neboli „předjurské“ (latinsky Burgundia Cisjurana, Cisjurania, v moderní francouzštině Royaume de Basse-Bourgogne nebo Bourgogne Cisjurane) či Provensálské království (okcitánsky Reialme de Proensa, v moderní francouzštině Royaume de Provence) byl středověký státní útvar na jihu dnešní Francie. Leželo na jihu podél řeky Rhôny od Lyonu až po Arles. Hlavním městem bylo Vienne.
Dolní Burgundsko vzniklo po rozpadu Franské říše roku 843.
V roce 933 syn hornoburgundského Rudolfa Rudolf II. Burgundský spojil obě Burgundska a vzniklo tak druhé Burgundské království zvané též království Arelatské podle hlavního města Arles.